# Aristida calycina
Aristida calycina är en gräsart som beskrevs av Robert Brown. Aristida calycina ingår i släktet Aristida och familjen gräs. Inga underarter finns listade i Catalogue of Life.